# Barbara Frietchie
Barbara Frietchie er en amerikansk stumfilm fra 1915 af Herbert Blaché.

## Medvirkende
- Mrs. Thomas Whiffen som Barbara Frietchie
- Mary Miles Minter som Barbara
- Guy Coombs som Trumbull
- Fraunie Fraunholz som Jack Negly
- Lewis Sealy som Frietchie